# وزارت اقتصاد، تجارت و صنعت
وزارت اقتصاد، تجارت و صنعت (به انگلیسی: The Ministry of Economy, Trade and Industry) (به ژاپنی: 経済産業省) یا به‌طور خلاصه METI هم نوشته می‌شود، یک وزارت دولت ژاپن است. این وزارت همزمان با اصلاحات دولت مرکزی در سال ۲۰۰۱ ایجاد شد که طی برنامه اصلاحات، وزارت تجارت و صنعت بین‌الملل (MITI) با ادارات وزارتخانه‌های مربوط به فعالیت‌های اقتصادی مانند آژانس برنامه‌ریزی اقتصادی ادغام شد.

## دفاتر
METI به دفاتر و ادارات و ۳ آژانس (آژانس منابع طبیعی و انرژی، آژانس تصدی کوچک و متوسط، دفتر ثبت اختراع ژاپن) در زیر سازمان یافته‌است:
- دفتر سیاست‌های اقتصادی و صنعتی
  - بخش سیاست‌های اقتصادی و صنعتی
  - بخش امور اقتصادی کلان
  - بخش سیاست‌های ساختار صنعتی
  - بخش سازمان صنعتی
  - بخش احیای صنعتی
  - بخش مالی صنایع
  - بخش امور شرکت‌ها
  - گروه تحقیقات و آمار
  - بخش سیاست‌های اقتصادی و صنعتی منطقه ای
  - بخش ارتقا محیط کسب و کار
  - بخش تأسیسات صنعتی
  - بخش فناوری منطقه ای
- دفتر سیاست تجارت
  - گروه سیستم تجارت چند جانبه
  - بخش سیاست تجارت
  - بخش تحقیق و تجزیه و تحلیل
  - بخش مشارکت اقتصادی
  - بخش آمریکا
  - بخش اروپا، خاورمیانه و آفریقا
  - بخش آسیا و اقیانوس آرام
  - بخش شمال شرقی آسیا
- دفتر همکاری تجاری و اقتصادی
  - بخش کنترل تجارت
    - بخش سیاست کنترل تجارت
    - بخش صدور مجوز تجارت
    - بخش سیاست کنترل صادرات امنیتی
    - بخش صدور مجوز صادرات امنیتی

  - بخش تسهیل تجارت و سرمایه‌گذاری
  - بخش همکاری مالی و اقتصادی تجارت
  - بخش همکاری مالی
  - بخش همکاری فنی
  - بخش بیمه تجارت
- دفتر سیاست و علوم صنعتی و فناوری صنعتی
  - بخش سیاست‌های علوم و فناوری صنایع
  - بخش تحول و تحقیقات فناوری
  - بخش ارتقا همکاری دانشگاه و صنعت
  - بخش ارتقا فناوری
  - بخش تحقیق و توسعه
  - بخش مقررات فنی، استاندارد و ارزیابی انطباق
  - بخش اندازه‌گیری و زیرساخت‌های فکری
  - بخش سیاست‌های زیست‌محیطی
  - بخش ارتقا بازیافت
- دفتر صنایع تولیدی
  - دفتر توسعه زیرساخت‌ها و سیستم‌های پیشرفته
  - دفتر تبلیغات صنایع خلاق (دفتر جالب ژاپن)
  - دفتر توسعه صنعت آب و سیستم‌های زیرساختی
  - دفتر برنامه‌ریزی سیاست
  - دفتر نقض حق مالکیت معنوی و تجارت بین‌الملل
  - بخش آهن و فولاد
  - دفتر فناوری آهن و فولاد
  - بخش فلزات غیر آهنی
  - بخش سیاست مدیریت شیمی
  - دفتر ایمنی شیمیایی
  - دفتر سیاست کنترل سلاح شیمیایی و مواد مخدر
  - دفتر مدیریت گازهای فلوراید
  - دفتر ارزیابی ریسک شیمیایی
  - بخش مواد شیمیایی
  - دفتر مواد شیمیایی زیبا
  - دفتر مشروبات الکلی
  - بخش صنایع زیستی
  - دفتر تبلیغات کسب و کار زیستی
  - بخش صنعت مسکن، سرامیک و مصالح ساختمانی
  - دفتر برنامه‌ریزی سیاست‌های سرامیک، فناوری‌های نانو و مواد پیشرفته
  - بخش ماشین آلات صنعتی
  - دفتر صنعت ربات
  - دفتر تبلیغات پروژه‌های بین‌المللی
  - دفتر قطعات ماشین آلات و صنایع ابزارآلات
  - بخش اتومبیل
  - دفتر وسایل نقلیه الکتریکی و فناوری پیشرفته
  - دفتر تبلیغات آن
  - دفتر سیاست بازیافت اتومبیل
  - بخش صنایع هوافضا و صنایع دفاعی
  - دفتر صنعت فضایی
  - بخش خودرو
  - بخش نساجی و پوشاک
  - دفتر سیاست مد
  - دفتر تجارت بین‌الملل پارچه و لباس
  - بخش صنعت کاغذ، کالاهای مصرفی و تفریحی
  - دفتر کالاهای مصرفی
  - دفتر صنعت صنایع دستی سنتی
  - دفتر سیاست‌های طراحی
- دفتر تجارت و اطلاعات سیاست
  - بخش سیاست اطلاعات
    - دفتر پروژه IT
    - دفتر اطلاعات و سیاست بین‌الملل
    - دفتر سیاست امنیت IT

  - بخش الکترونیک اطلاعات و ارتباطات
    - دفتر استراتژی صنعت دستگاه
    - دفتر امور محیط زیست و بازیافت
    - دفتر استراتژی الکترونیک مصرف‌کننده دیجیتال

  - بخش صنعت خدمات اطلاعات
    - دفتر اطلاع‌رسانی محلی و توسعه منابع انسانی

  - بخش خدمات امور خدمات
    - دفتر صنایع خدماتی

  - بخش صنایع بهداشتی
    - دفتر صنایع صنایع دستی و پزشکی

  - بخش صنایع خلاق
    - دفتر سیاست مد
    - دفتر تبلیغات جالب ژاپن
    - دفتر سیاست‌های طراحی
    - دفتر کالاهای مصرفی
    - دفتر صنعت صنایع دستی سنتی

  - بخش رسانه و صنعت محتوا
- آژانس منابع طبیعی و انرژی
- آژانس تصدی کوچک و متوسط
- اداره ثبت اختراعات ژاپن
- دبیرخانه وزیر
- دفاتر منطقه ای و بخش بازرسی ایمنی صنعتی